# Демидовский столп (Барнаул)

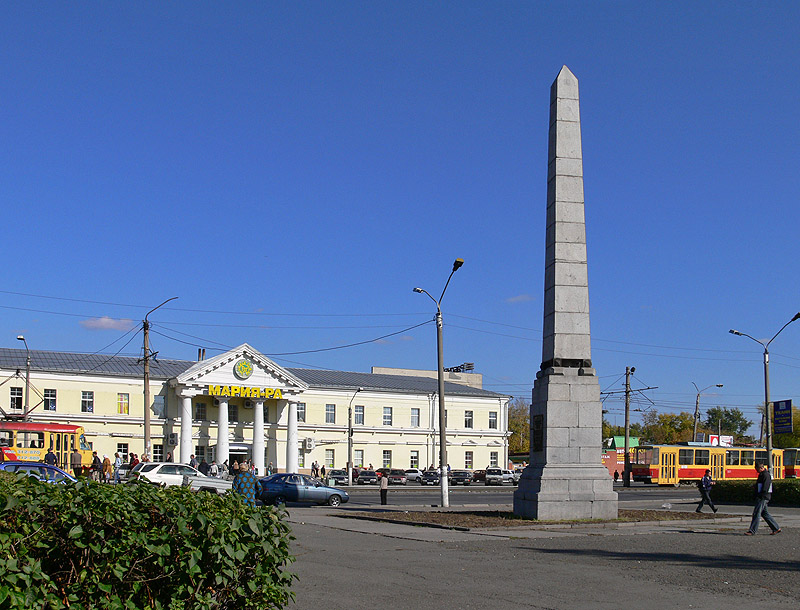
Демидовский столп на фоне бывшей заводской богадельни (ныне супермаркет «Мария-Ра»)

Демидовский столп — обелиск в честь 100-летия горного дела на Алтае. Расположен в Центральном районе Барнаула на Демидовской площади. Памятник федерального значения.
Обелиск установлен по инициативе начальника Канцелярии Колывано-Воскресенских заводов П. К. Фролова. Первый камень был заложен 18 июня 1825 года, а закончилось строительство в 1839 году.
Прообразом Демидовского столпа послужил обелиск в честь побед графа П. А. Румянцева, установленный в конце XVIII века на Васильевском острове в Санкт-Петербурге. Первоначальный проект Демидовского столпа был близок к Румянцевскому обелиску — предполагалась высота в 21 м. В ходе строительства архитектор Я. Н. Попов переработал проект, значительно уменьшив высоту.
Демидовский столп сложен из 12-ти блоков серого гранита, которые высекали и обрабатывали в Колыванской области и на плотах сплавляли вниз по Чарышу и Оби до Барнаула. Высота обелиска — 14 метров, основание покоится на 4-х чугунных опорах, лежащих на высоком гранитном постаменте. На гранях постамента были установлены бронзовые литые доски с надписями: «Столетию Колывано-Воскресенских заводов, совершившемуся в царствование императора Александра I лета 1825 года», «Колывано-Воскресенские заводы основаны статским советником А. Н. Демидовым в 1725 году. Вступили в собственность Императорского Величества в царствование императрицы Елизаветы в 1747 году». Для постамента на Гурьевском заводе был отлит чугунный овальный барельеф с портретом А. Н. Демидова .
В 1918 году было решено разобрать обелиск, перенести его на другое место и сделать из него памятник погибшим за дело революции. Между гранитными плитами заливали расплавленный свинец, пробовали высечь на гранях постамента фамилии погибших, но гранит был настолько твёрд, что все действия были напрасными — столп остался на своём месте. В 1920-е годы удалось снять первоначальные мемориальные доски. Барельеф с портретом Демидова передан Краеведческому музею как образец художественного литья.
В 1949 году на гранях постамента установлены новые памятные доски с надписью: «Памятник столетию горного производства на Алтае (1725—1825). Воздвигнут по предложению П. К. Фролова в 1831—1839 годах. Архитектор Я. Н. Попов. Охраняется государством».